# Satanized
Satanized ist ein Lied der schwedischen Heavy-Metal-Band Ghost. Es wurde am 5. März 2025 als erste Single aus dem sechsten Studioalbum Skeletá ausgekoppelt.

## Inhalt
Satanized ist ein Heavy-Metal-Song, der vom Sänger Tobias Forge und den Songwritern Salem Al Fakir und Vincent Pontare geschrieben wurde. Ursprünglich wurde das Lied bereits für das Vorgängeralbum Impera geschrieben, jedoch passte es laut Forge nicht zu den anderen Liedern des Albums. Der Text ist in englischer Sprache verfasst. Satanized ist 3:56 Minuten lang, wurde in der Tonart D-Dur geschrieben und weist ein Tempo von 173 BPM auf. Produziert wurde das Lied von Tobias Forge, der das Pseudonym Gene Walker verwendet. Gemischt wurde das Lied von Andy Wallace und Dan Malsch. Laut Sänger Tobias Forge handelt sich bei Satanized um ein Lied, in dem es darum geht, verliebt zu sein und wie dies potentiell mit dämonischer Besessenheit verwechselt werden kann. Das Lied habe aber nichts mit dämonischer Besessenheit zu tun.
| „Blasphemy, heresy. Save me from the monster that is eating me I'm victimized. Blasphemy, heresy. Save me, from the bottom of my heart I know I'm satanized. I'm satanized. I'm satanized“ – Refrain | „Blasphemie. Häresie. Rette mich vor dem Monster, dass mich frisst. Ich werde zum Opfer gemacht. Blasphemie. Häresie. Rette mich, aus tiefsten Herzen weiß ich Ich bin satanisiert. Ich bin satanisiert. Ich bin satanisiert.“ – Freie Übersetzung |

## Musikvideo
Für das Lied wurde ein Musikvideo gedreht, bei dem Amir Chamdin Regie führte. Es zeigt einen Mann, der sich in einer Kirche am Beichtstuhl zu seinen Sünden bekennt. Im weiteren Verlauf des Videos führt der Pfarrer eine Art Exorzismus bei dem Mann aus, der sich am Ende des Videos in die Figur des Ghost-Sängers Papa V Perpetua verwandelt. Die Hauptrollen spielen David Dencik und Tobias Forge. In Zusammenarbeit mit Jason Zada und mit Hilfe Künstlicher Intelligenz besteht die Möglichkeit, nach Hochladen seines Fotos zum Teil des Musikvideos zu werden.

## Rezensionen
Rob Broom vom Onlinemagazin Metal Planet Music beschrieb Satanized als „vollgepackt mit Melodien und Harmonien, die Ghosts Sound charakterisieren“ sowie als „exzellenten Vorboten“ ihres demnächst erscheinenden neuen Albums. Sheila Taylor vom Onlinemagazin Amplify the Noise bezeichnete Satanized als hochenergische Hymne, die nahtlos Melodie, Dunkelheit und Innovation vermengt. Ghost würde erneut eine Lawine vom infektiösen Hooks und hypnotischen Rhythmen abliefern.

## Chartplatzierungen
| ChartsChartplatzierungen | Höchstplatzierung | Wochen |
| ------------------------ | ----------------- | ------ |
| Schweden (GLF)           | 75 (1 Wo.)        | 1      |